# RED BOX
『RED BOX』（レッドボックス）は、電気式華憐音楽集団の3作目のCDボックス。2014年7月23日にvortex.Incから発売された。

## 概要
通算4枚目となるアルバム『華憐的音楽集II』、初のオリジナルアルバム『DETONATOR』、および表題曲DETONATORのミュージックビデオDVDを収録したCDボックス。同年11月3日に開催された2ｎｄライブ"Gig Detonator"の先行予約シリアルコードが封入された。
発売に先立ち、6月14日にソフマップなんば店およびメロンブックス名古屋店でポスターの配布イベントが、7月23日アキバ☆ソフマップ1号店、7月26日ソフマップなんば店、7月27日メロンブックス名古屋店でそれぞれビニール製ショルダーバッグの配布イベントが行われた。
収録されているアルバムは10月8日に単品で発売された。

## 収録曲

### Disc 1 『華憐的音楽集II』
1. gemini
  - 作詞：華憐／作曲・編曲：Gaku
  - PCゲーム『双子座のパラドクス』OPテーマ
2. 蠱業要覧
  - 作詞：華憐／作曲・編曲：Gaku
  - 『七つの大罪』（ホビージャパン）メインテーマ
3. いにしえの風
  - 作詞：華憐／作曲・編曲：電気
  - PCゲーム『Monsters Survive ～負ければモンスターに生殖される～』OPテーマ
4. しのぶれど
  - 作詞：華憐／作曲・編曲：電気
  - PCゲーム『君がため、恋し乱れし月の華』OPテーマ
5. 春の陽
  - 作詞：華憐／作曲・編曲：電気
  - PCゲーム『はるまで、くるる。』OPテーマ
6. 舞い上がれ花吹雪
  - 作詞：華憐／作曲・編曲：電気
  - PCゲーム『閉じたセカイのトリコロニー』OPテーマ
7. 水の都の洋菓子店
  - 作詞：華憐／作曲・編曲：電気
  - PCゲーム『水の都の洋菓子店』OPテーマ
8. 異世界planet
  - 作詞：華憐／作曲・編曲：電気
  - PCゲーム『プリンセスX 〜僕の許嫁はモンスターっ娘！？〜』OPテーマ
9. 夏の終焉り
  - 作詞：華憐／作曲・編曲：電気
  - PCゲーム『終わる世界とバースデイ』OPテーマ
10. 月の鞠
  - 作詞：華憐／作曲・編曲：電気
  - PCゲーム『君がため、恋し乱れし月の華』EDテーマ
11. 陽溜まりの笑顔
  - 作詞：華憐／作曲・編曲：Gaku
  - PCゲーム『プリンセスX 〜僕の許嫁はモンスターっ娘！？〜』EDテーマ
12. R.M.S.
  - 作詞：華憐／作曲：Gaku／編曲：Gaku‧Denkare

### Disc 2 『DETONATOR』
1. DETONATOR
  - 作詞：華憐／作曲：電気／編曲：電気・式‧Denkare
  - 結成後初となるPV撮影が行われた。メンバーのほとんどが顔出しを行っていないため、PVはメンバーの顔が映らないように撮影されている[3]。このPVはDick3としてボックス内に同梱されている。
2. Unbind
  - 作詞：華憐／作曲：電気／編曲：電気‧Denkare
3. Her kingdom come
  - 作詞：華憐・Dang／作曲：紫煉／編曲：紫煉‧Denkare
  - Web漫画『金魚王国の崩壊』を愛読するDangが、同漫画をモチーフに華憐とともに詩を書いた曲[4]。
4. Watch out！
  - 作詞：華憐／作曲・編曲：電気
5. out of sorts
  - 作詞：華憐／作曲：電気／編曲：電気‧Denkare
6. 殺戮の系譜
  - 作詞：華憐／作曲・編曲：電気
7. Athazagoraphobia
  - 作詞：華憐／作曲：紫煉／編曲：紫煉・Denkare
8. The rooms
  - 作詞：華憐／作曲：紫煉／編曲：紫煉‧Denkare
  - メンバーがオフの日に挑戦した巨大迷路をイメージした楽曲。メンバーたちは迷路を突破し壇上に上がることを目標としたが、結局突破することはできなかった。しかしその迷路の会場こそが2ndライブの会場のZepp DiverCityであり、登壇のリベンジを果たすことに成功した[5][出典無効]。
9. 宵闇の宴
  - 作詞：華憐／作曲・編曲：Gaku
10. Doppelgänger
  - 作詞：華憐／作曲：syu(二代目)／編曲：syu(二代目)‧Denkare
11. 電気式華憐情愛歌
  - 作詞：華憐／作曲：電気／編曲：電気‧Denkare
12. THRASHING TROUBLE（シークレットトラック）
  - ２ndアルバム『華憐的音楽集（青盤）』収録曲『うちゅうがとらぶる！』のメタルアレンジ。